# مافنداب (كاهشنغ)
مافنداب (بالفارسية: مافنداب) هي مستوطنة تقع في إيران في قسم كاهشنغ الريفي. يقدر عدد سكانها بـ 102 نسمة .